# Ariel (maison d'édition barcelonaise)
Pour les articles homonymes, voir Ariel.
Ariel est une maison d'édition fondée en 1942 à Barcelone par Pepe Calsamiglia et Alexander Argullós (ca).

## Présentation
Ariel publie tout d’abord des œuvres de connaissances de ses fondateurs.
À la suite d’une augmentation de capital, Joan Reventós en devient copropriétaire et participe aux activités éditoriales.
Ariel est le premier à publier en Espagne des auteurs comme Marcuse, Hobsbawn, Galbraith et Chomsky.
Après une tentative échouée de fusion avec Editorial Labor, Ariel s’associe avec Seix Barral, puis est acquis par Grupo Planeta dans les années 1980,.
Parmi les principaux auteurs qu’il publie en 2012 figurent José Ángel Mañas, José Antonio Marina et Fernando Savater.